# 韦朝晖
韦朝晖（1972年8月—），广西上林人，壮族，中国共产党党员。中华人民共和国政治人物、第十三届全国人民代表大会广西壮族自治区代表。

## 生平
2018年，韦朝晖被选为广西壮族自治区出席第十三届全国人民代表大会代表。
2022年6月，出任广西国际博览事务局党组书记、局长。